# Adolf Loos
Pour les articles homonymes, voir Loos.
Adolf Loos, né le 10 décembre 1870 à Brünn en Autriche-Hongrie (actuelle Brno en Tchéquie) et mort le 23 août 1933 à Vienne, est un architecte autrichien, défenseur du dépouillement intégral dans l’architecture moderne.

## Biographie
S'il n'a jamais rencontré Louis Sullivan, Adolf Loos est profondément influencé par l'École de Chicago dès le début du siècle, après un voyage aux États-Unis. En juillet 1902, il effectue son voyage de noces dans les Cyclades : l'architecture dépouillée des villages exerce sur lui une profonde impression. De retour en Autriche, il s'oppose au courant de la Sécession viennoise (courant architectural autrichien proche de l'Art nouveau) et à d'autres mouvements, dont Neues Bauen et le Deutscher Werkbund. Il ne fera jamais partie d'un mouvement bien défini, étant plutôt le précurseur d'un nouveau mouvement de pensée lancé par Otto Wagner, qui prône l'utilisation juste des éléments de l'architecture sans faux-semblant. Il va à l'encontre de la Sezession, jugée décadente car « décorative ». Loos considère l'ornement comme un artifice complet, qui engendre la laideur. L'ornementation architecturale doit être issue du matériau et non être « plaquée » dessus.
Sa vision sociale et humaniste de l'architecture va marquer toute l'architecture du XXe siècle, notamment grâce à son écrit le plus fameux : Ornement et Crime (1908), qui sera publié par Le Corbusier dans sa revue L'Esprit Nouveau. Il est à ce titre considéré comme un des grands précurseurs de l'architecture moderne.

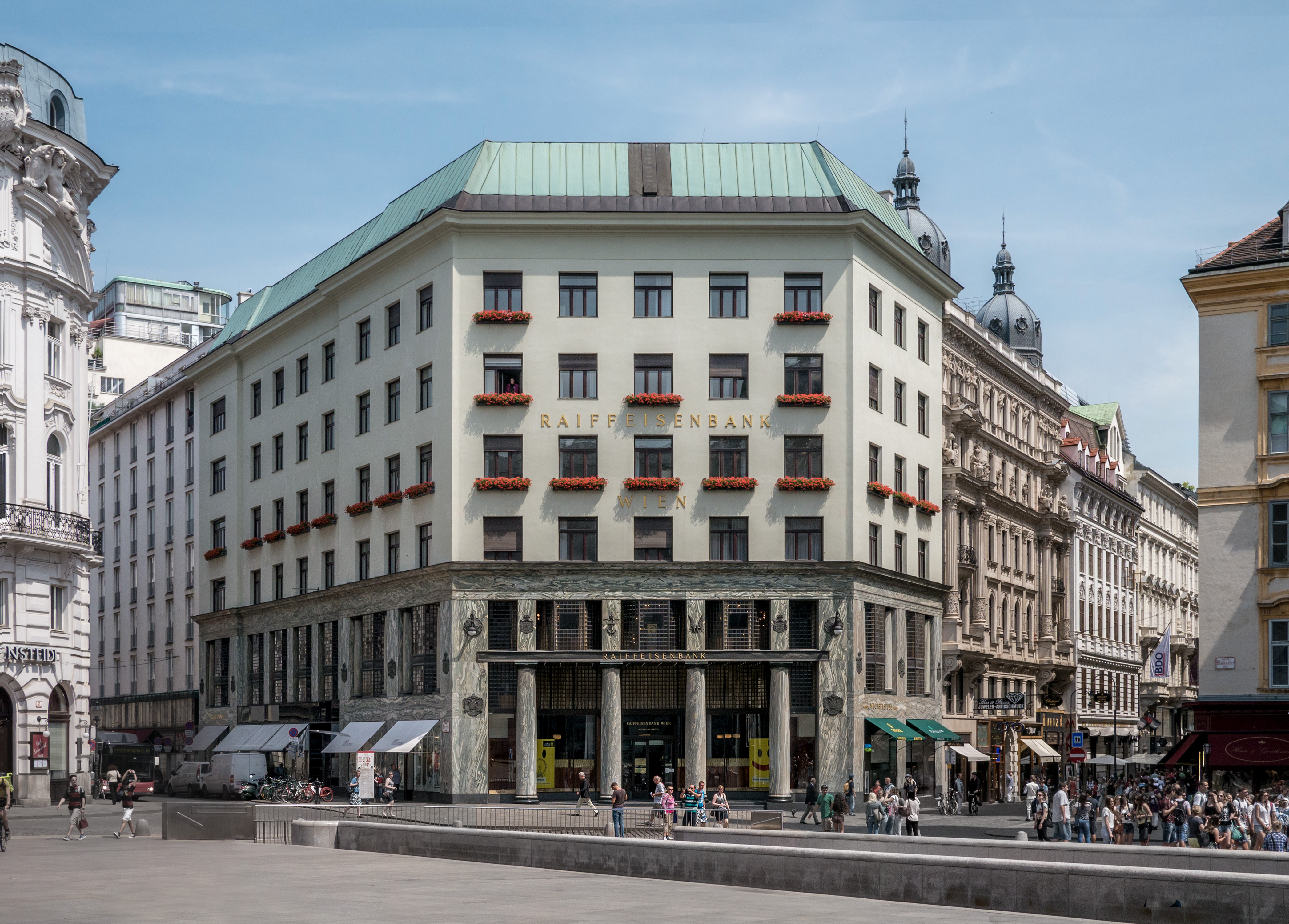
Looshaus, la « Maison sans sourcils », Michaelerplatz, Vienne.

Adolf Loos est considéré comme un homme hors de son temps, notamment lors du projet conçu sur la Michaelerplatz à Vienne : la Looshaus, initialement la maison de couture Goldman & Salatch, fut la source d'une polémique car la sobriété détonante de sa façade dans le centre historique de Vienne, en face du palais impérial, choquait la bourgeoisie traditionaliste de l'époque, conditionnée par un éclectisme décoratif qui est notamment celui du Ring viennois.

En 1920, il est nommé directeur du Département d'urbanisme à Vienne. Il propose alors plusieurs projets de cités ouvrières. L'immeuble en gradins est un des thèmes récurrents de son travail. Il est aussi à l'origine du Raumplan, plan en trois dimensions avec des pièces de hauteurs variables selon les besoins. Il prend en compte avec attention les séparations jour/nuit, lieux publics/privés, qu'il articule par des escaliers. Loos développe une monumentalité qui n'est pas académique, et préfigure le brutalisme de la fin du XXe siècle.

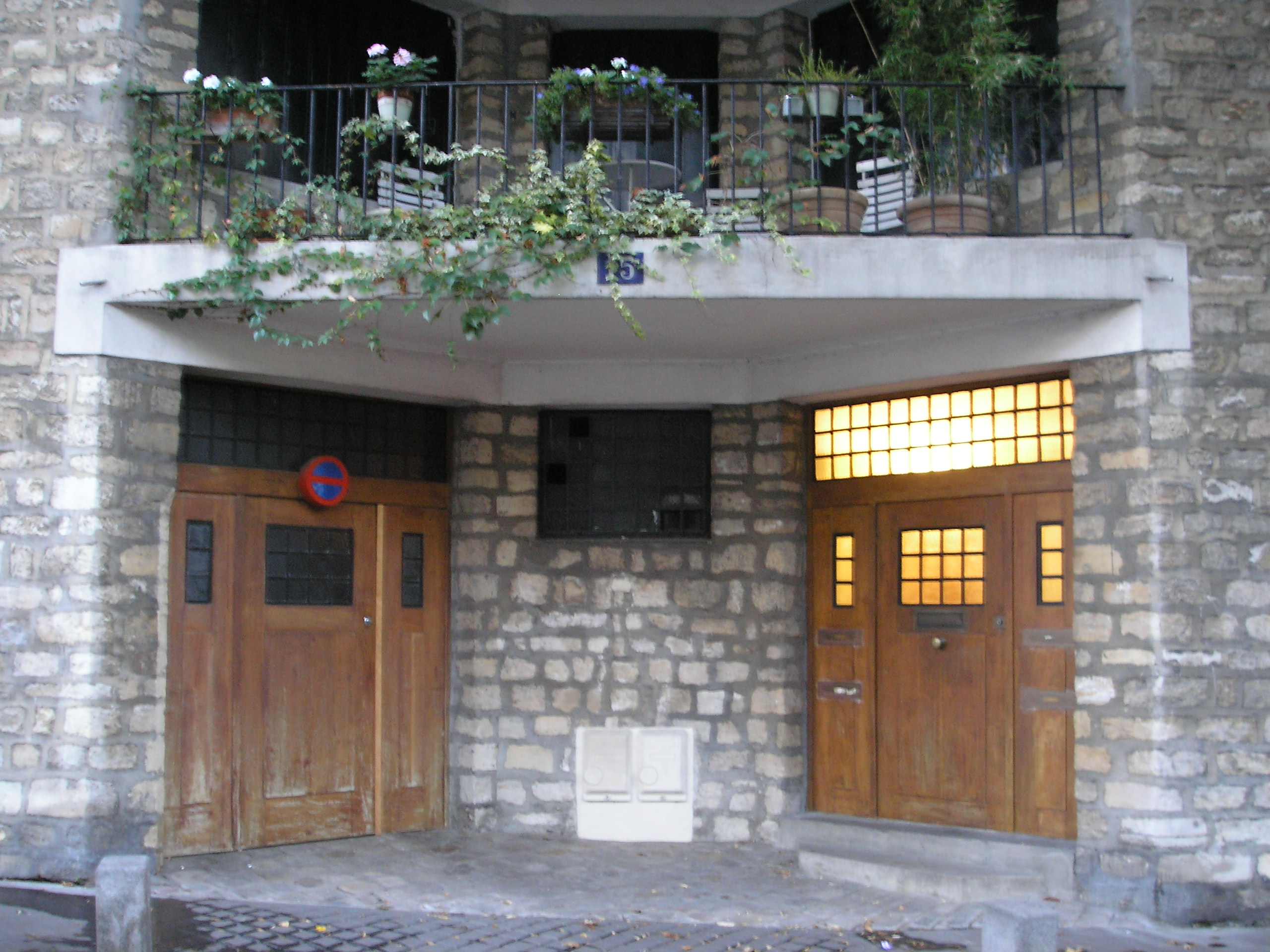
Entrée de la maison Tzara à Paris.

Il a influencé Richard Neutra, Rudolf Schindler et a découvert Oskar Kokoschka. Il a eu pour disciple Paul Engelmann.
Claire Beck, sa troisième épouse, photographe et écrivain, est l'auteur de l'ouvrage Adolf Loos – A Private Portrait dédié à Adolf Loos.
L'architecte a été condamné en 1928 pour pédophilie par le tribunal de Vienne.

## Réalisations
| Nom                                           | Type            | Pays     | Ville           | Adresse               | Années    |
| --------------------------------------------- | --------------- | -------- | --------------- | --------------------- | --------- |
| Café Museum                                   | non résidentiel | Autriche | Vienne          |                       | 1899      |
| Appartement Turnowsky                         | résidentiel     | Autriche | Vienne          | Wohllebengasse 19     | 1900      |
| Kärntner Bar ou American Bar                  | non résidentiel | Autriche | Vienne          |                       | 1907-1908 |
| Looshaus                                      | non résidentiel | Autriche | Vienne          |                       | 1909-1911 |
| Magasin Kniže & Co                            | non résidentiel | Autriche | Vienne          | Graben 13             | 1910-1913 |
| Librairie Manz                                | non résidentiel | Autriche | Vienne          | Kohlmarkt 16          | 1912      |
| Salon P.C. Leschka & Co                       | non résidentiel | Autriche | Vienne          | Spiegelgasse 13       | 1923      |
| Anglo-Österreichische Bank                    | non résidentiel | Autriche | Vienne          | Mariahilferstrasse 70 | 1914      |
| Maison Horner                                 | résidentiel     | Autriche | Vienne          | Nothargasse 3         | 1912      |
| Maison Steiner                                | résidentiel     | Autriche | Vienne          | St. Veitgasse 10      | 1910      |
| Maison Scheu                                  | résidentiel     | Autriche | Vienne          | Larochegasse 3        | 1912-1913 |
| Maison Rufer                                  | résidentiel     | Autriche | Vienne          | Schliessmanngasse 11  | 1922      |
| Maisons de la cité ouvrière du Werkbund       | résidentiel     | Autriche | Vienne          | Woinovichgasse 13:19  | 1930-1932 |
| Maisons de cité Lainz                         | résidentiel     | Autriche | Vienne          | Hermesstrasse         | 1921      |
| Maison Spanner                                | résidentiel     | Autriche | Gumpoldskirchen |                       | 1923      |
| Maison Moller                                 | résidentiel     | Autriche | Vienne          | Starkfriedgasse 19    | 1927-1928 |
| Maison Khuner                                 | résidentiel     | Autriche | Kreuzberg       |                       | 1929-1930 |
| Maison Tristan Tzara                          | résidentiel     | France   | Paris           | 15 avenue Junot       | 1926-1927 |
| Villa Karma                                   | résidentiel     | Suisse   | Clarens         |                       | 1903-1906 |
| Château de Bauer                              | résidentiel     | Tchéquie | Brno            |                       | 1925      |
| Maison Müller                                 | résidentiel     | Tchéquie | Prague          | Stresovicka 820       | 1928-1930 |
| Maison Winternitz                             | résidentiel     | Tchéquie | Prague          | Na Cihlarce 10        | 1931-1932 |
| Maison du directeur de la raffinerie Rohrbach | résidentiel     | Tchéquie | Rohrbach        |                       | 1931-1932 |
| Maison Reitler                                | résidentiel     | Autriche | Vienne          | Elßlergasse 9         | 1922      |

## Projets
- « The Chicago Tribune Column » (la Colonne du Chicago Tribune), projet de concours, Chicago, 1922
- Maison Moissi (projet) 1923, au Lido de Venise[4]
- Maison de Joséphine Baker

## Expositions
- Adolf Loos - Exposition Du Cinquantenaire (23.02. – 16.04.1983) Paris (Institut français d'architecture avec Institut Culturel Autrichien, Paris) Ancienne Galerie, 6, rue du Tournon, 75006 Paris[8]
- Gründerzeit: Adolf Loos (11.04.1987 – 21.06.1987) Städtische Galerie der Stadt Karlsruhe, Karlsruhe, Allemagne[9]
- Adolf Loos (02.12.1989-25.02.1990) (exposition conjointe sur 3 sites) Albertina, Wien Museum, Looshaus, Vienne[10]
- Adolf Loos « Private Spaces » (14.12.2017 – 25.02.2018) Museu del Dessiny de Barcelona, Espagne[11]
- Adolf Loos « Private Spaces » (28.03.2018-24-06.2018) Caixa Forum Madrid, Espagne[11]
- Wagner, Hoffman, Loos et le design de meuble du modernisme viennois (21.03.-07.10.2018) Hofmobiliendepot, Möbelmuseum Wien, Vienne[12]
- Adolf Loos : Maisons privées (08.12.2020-14.03.2021) MAK Museum Angewandter Kunst (Musée des arts appliqués)[13]
- « Loos2021 » (25.9.2020 – 30.5.2021) Salles Loos de la Bibliothèque de Vienne, (ancien appartement Boskovits) Bartensteingasse 9/5, 1010 Wien, Autriche[14],[15]

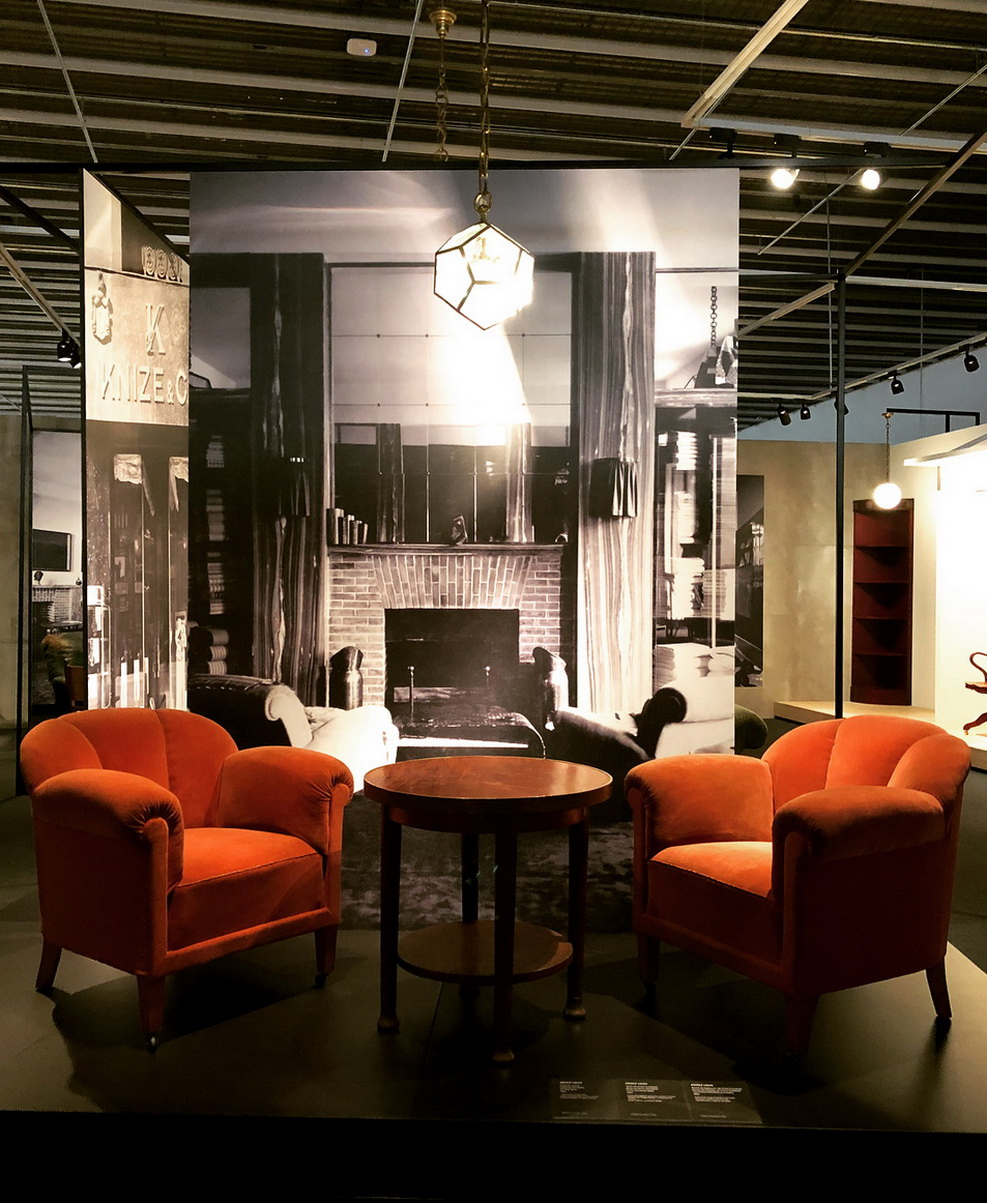
Ameublement Knize, filiale de Karlovy Vary Barcelone, Madrid 2017-2018[11].
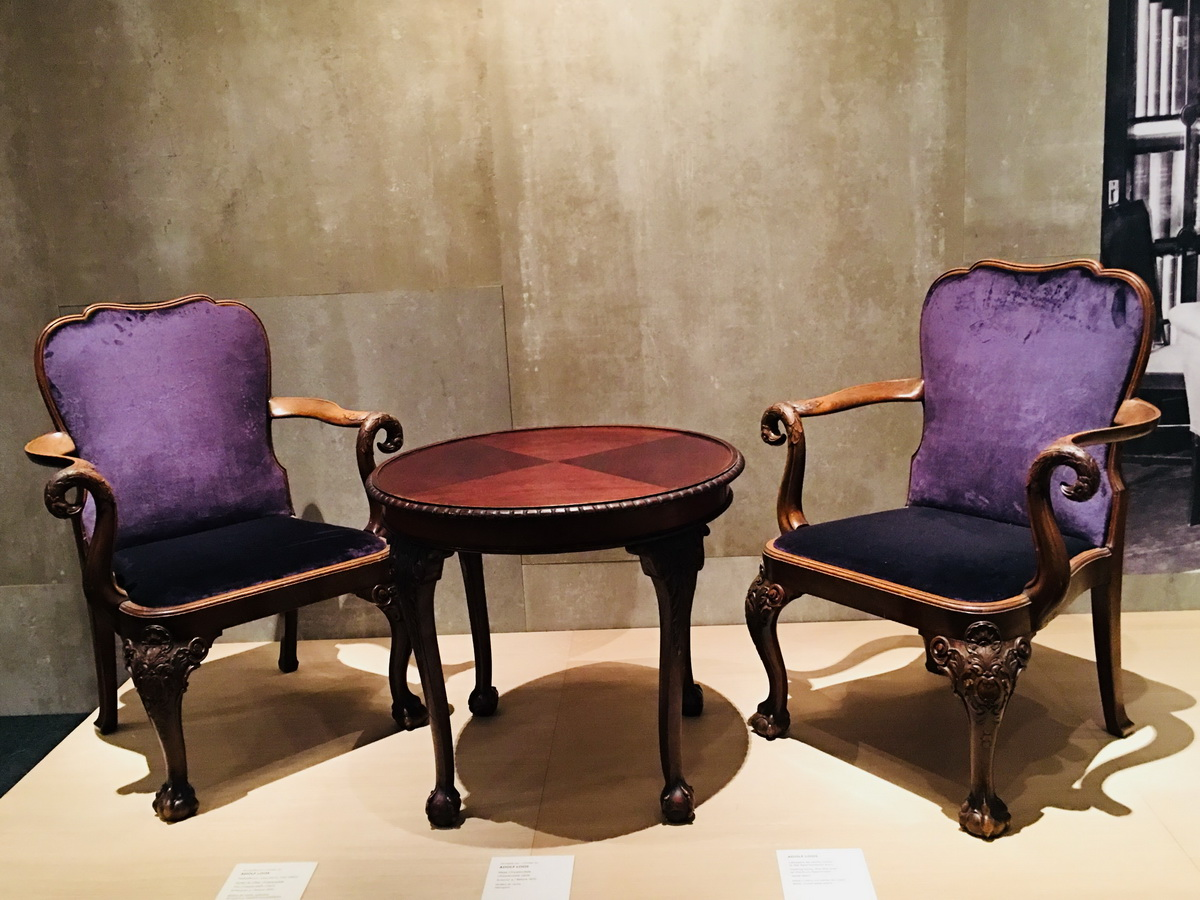
Ameublement « Maison Duschnitz 1915 » (Barcelone, Madrid 2017-2018)[11].
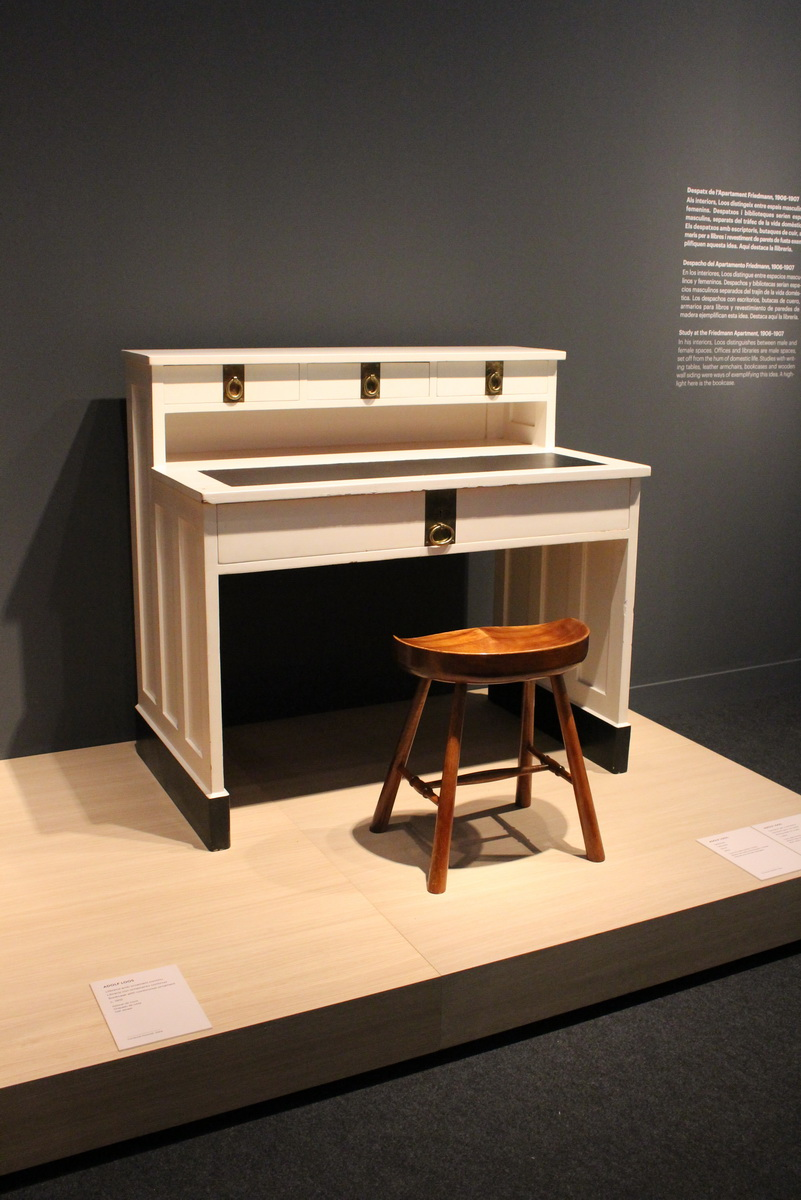
Bureau Adolf Loos 1904 (Barcelone, Madrid 2017-2018)[11].
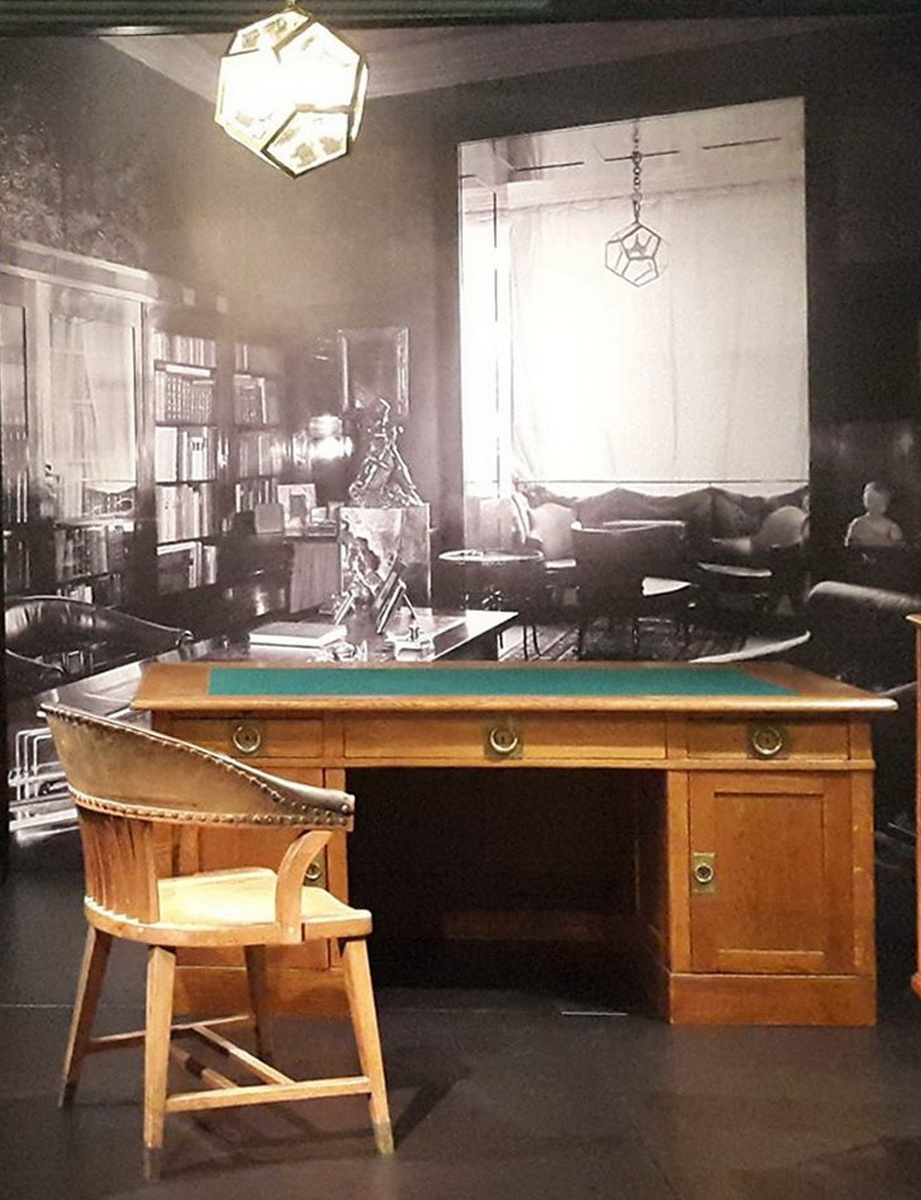
Bureau « Maison Friedmann 1907 » (Barcelone, Madrid 2017-2018)[11].
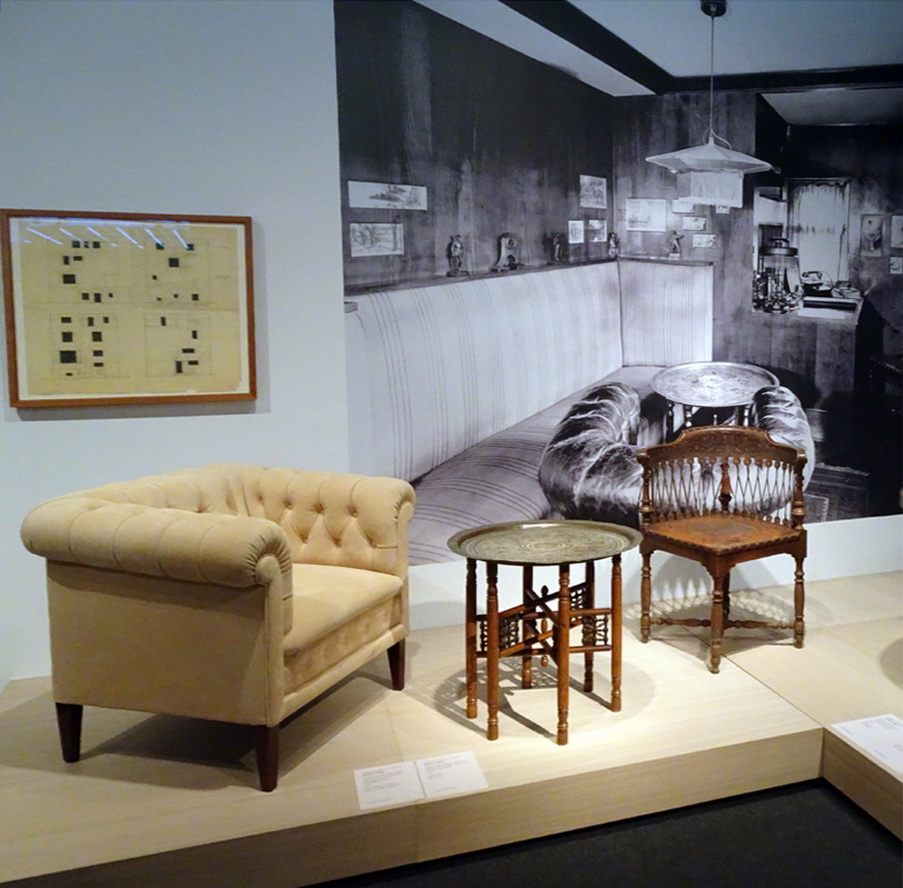
Ameublement « Maison Rufer 1922 » Barcelone, Madrid 2017-2018[11].
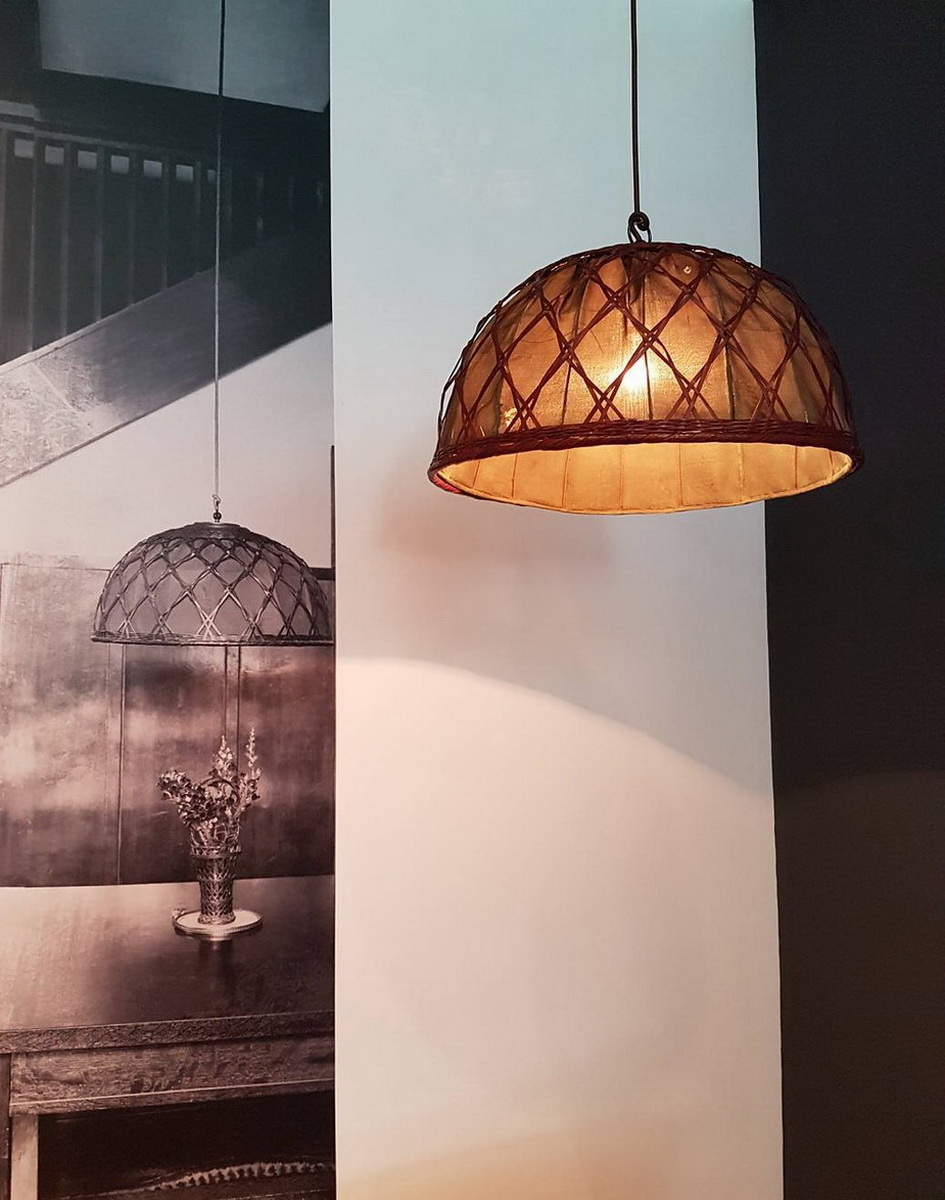
Interieur « Maison Steiner 1910 » Barcelone, Madrid 2017-2018[11].
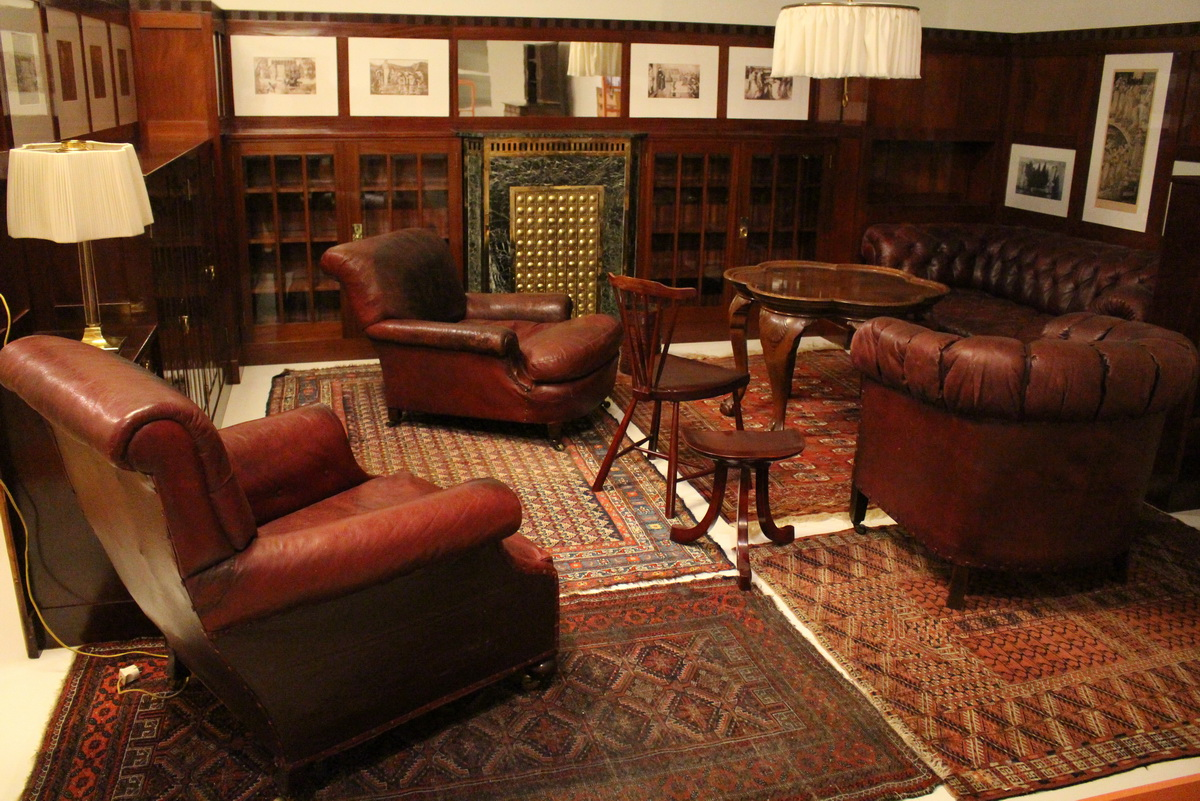
Appartement de Georg Roy, reconstitué au Hofmobiliendepot 2018
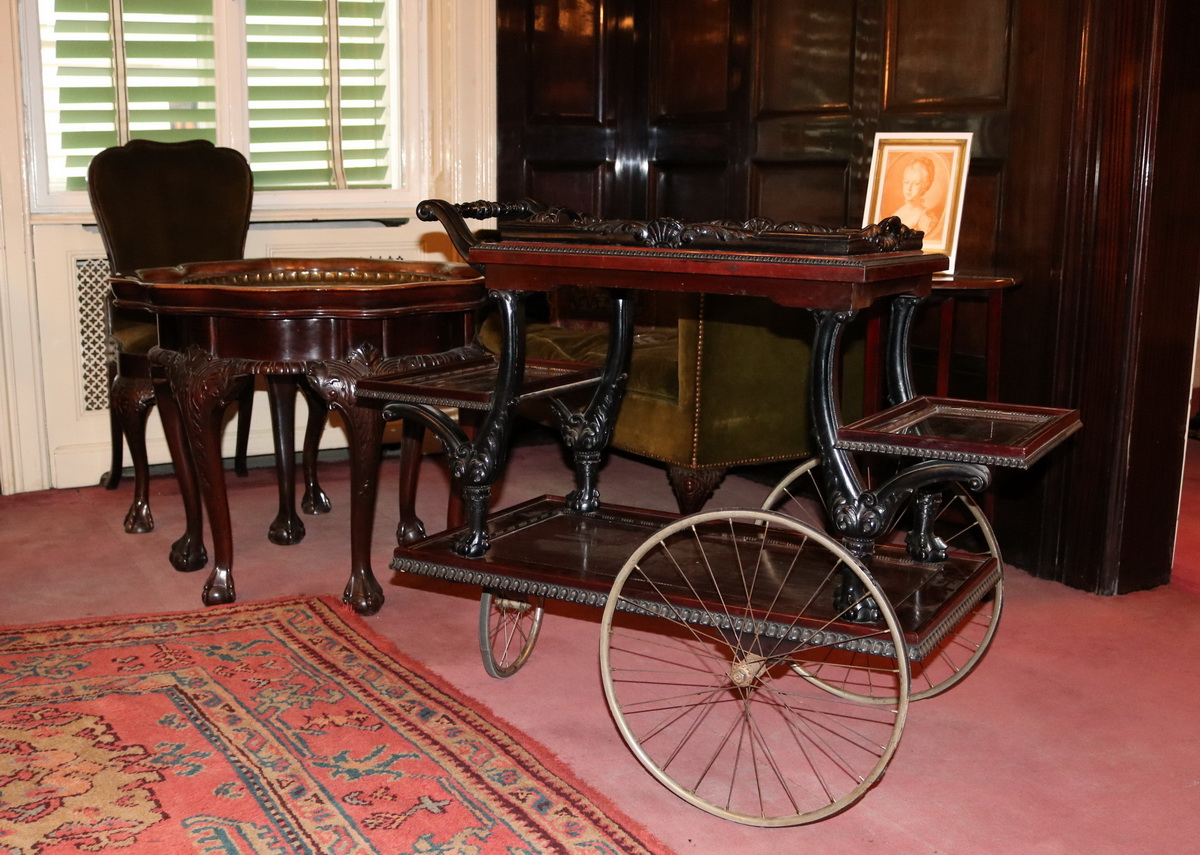
Ameublement « Appartement Boskovits » (Loos2021, Salles Loos).

## Écrits d'Adolf Loos
- Adolf Loos (trad. Sabine Cornille et Philippe Ivernel), Ornement et Crime : et autres textes [« Ornament und Verbrechen »], Paris, Payot et Rivages, coll. « Rivages poche / Petite bibliothèque » (no 412), 2003, 277 p. (ISBN 2-7436-1076-X et 978-2-7436-1076-0, OCLC 54824641, BNF 38956035)
- Adolf Loos (trad. Cornelius Heim), Paroles dans le vide (1897-1900) : Chroniques écrites à l'occasion de l'Exposition viennoise du Jubilé (1898), Autres chroniques des années 1897-1900, Malgré tout (1900-1930) [« Ins Leere gesprohen : 1897-1900 »], Paris, Champ libre, 1979, 335 p. (ISBN 2-85184-107-6 et 978-2-85184-107-0, OCLC 26093966, BNF 36599302)
- (de) Adolf Loos, Das Andere, 1903
- Adolf Loos, Malgré tout [« Trotzdem »]
- Adolf Loos (trad. Anatole Tomczak), Comment doit-on s'habiller ?, Paris, Grasset, coll. « Les Cahiers Rouges », 2014, 176 p.

## Citations d'Adolf Loos
- « L'architecte est un maçon qui a appris le latin »
- « L'homme le mieux habillé, le costume le plus moderne est celui qui attire le moins l'attention »